# 태백시 (선거구)
태백시는 대한민국의 옛 국회의원 선거구이다. 당시 강원도 태백시 지역을 관할했다.

## 역사
제13대 국회의원 선거를 앞두고 동해시·태백시·삼척군 선거구에서 분리되면서 신설되었다.
제15대 국회의원 선거를 앞두고 정선군 선거구와 통합해 태백시·정선군 선거구를 이루게 되면서 폐지되었다.

## 역대 국회의원
| 선거   | 정당 | 정당       | 의원   |
| ------ | ---- | ---------- | ------ |
| 1988년 |      | 무소속     | 류승규 |
| 1992년 |      | 민주자유당 | 류승규 |

## 역대 선거 결과

### 대한민국 제13대 국회의원 선거
|  | 44.93% |

|  | 33.67% |

|  | 16.40% |

|  | 4.98% |

### 대한민국 제14대 국회의원 선거
|  | 45.32% |

|  | 34.80% |

|  | 11.27% |

|  | 4.41% |

|  | 4.18% |